# Heinrich Koeppen
Heinrich Koeppen (* 10. November 1890 in München; † 16. September 1939 in Jaworów) war ein deutscher Obersturmbannführer der Waffen-SS und erster Kommandant der Radolfzeller SS-Kaserne.

## Leben

### Familie und erste berufliche Entwicklung
Heinrich Koeppen kam als Sohn eines Buchdruckers am 10. November 1890 in München zur Welt. Mit Anfang 20 schloss er an einer Oberrealschule in München das Abitur ab und studierte anschließend. Koeppen arbeitete als Korrespondent bei Rudolf Mosse, dann als Propagandist bei Haasenstein & Vogler.
Mit 22 Jahren übernahm er die Druckerei seines Vaters und den Verlag der Starnberger Zeitung. Nach dem Verkauf der Druckerei sowie dem Verlag arbeitete er als verantwortlichen Redakteur einer württembergischen Tageszeitung und anderthalb Jahre später als Chefredakteur der Reisezeitschrift „Die Mittenwaldbahn“, die er bis zum Kriegsausbruch 1914 leitete.
Er diente vom 17. September 1914 bis 1919 im Bayerischen Infanterie-Leib-Regiment. Er absolvierte vom 23. November 1916 bis 21. März 1917 einen Ausbildungskurs für angehende Beamte und stieg im Krieg vom Gefreiten zum Leutnant auf. Er kämpfte im Ersten Weltkrieg in verschiedensten Gebieten wie im Elsass, in Rumänien, Serbien und Tirol. Koeppen war der erste Soldat im Einsatz, der mit dem Eisernen Kreuz beider Klassen und weiterer Tapferkeitsmedaillen ausgezeichnet wurde. Er wurde während des Krieges fünfmal von Granatsplittern und Streifschüssen verwundet. Während des Krieges erfand Koeppen ein Gasmaschinengewehr, das jedoch nicht mehr zum Einsatz kam.
Nach dem Krieg arbeitete Koeppen im journalistischen Bereich. Er war verheiratet und Vater von zwei Kindern. Vom Oktober 1926 bis einschließlich 8. Januar 1927 wurde er beim Stadtfinanzamt München als Aushilfskraft für Arbeiten zur Personenerhebung eingesetzt. Er wohnte in der Schyrenstraße 12, München.
Als Redakteur schrieb Koeppen ab 1928 die Alpinen Monatshefte, eine Alpen- und Reisezeitschrift, die im Sommer 1932 wegen gesunkener Nachfrage und aus Folgen der Weltwirtschaftskrise eingestellt wurde. Koeppen war Mitglied des Stahlhelms, Bund der Frontsoldaten, hatte sich aber vor 1933 der NSDAP noch nicht angeschlossen und war somit kein Alter Kämpfer.

### Beitritt zur NSDAP und Laufbahn in der SS
Erst nach der Machtübernahme trat Koeppen zum 1. Mai 1933 der NSDAP (Mitgliedsnummer 2.945.573) und im Rang eines Sturmscharführers am 9. November 1934 der SS bei (SS-Nummer 124.402). Koeppens Fähigkeiten als Akademiker und Redakteur wurden erkannt und sein Beitritt wurde honoriert. Er besuchte ab Februar 1934 einen Führerkurs in Mölln.
Am 1. Mai 1935 wurde Koeppen in das zweite Bataillon der SS-Standarte Deutschland in Dachau eingegliedert, am 9. November 1935 vereidigt und zum SS-Hauptsturmführer ernannt. Im Sommer 1935 besuchte er einen zweimonatigen Lehrgang an der Infanterieschule in Döberitz. Durch diese Ausbildung und seine bisherigen Kriegserfahrung verfügte Koeppen über die theoretische Ausbildung zum Führen einer großen militärischen Einheit.
Am 30. Januar 1937 ernannte Reichsführer-SS Heinrich Himmler Koeppen zum Kommandeur des dritten Bataillons der SS-VT „Germania“, dessen Standort seinerzeit das Lager Wolterdingen bei Soltau und ab dem 31. Juli 1937 die SS-Kaserne in Radolfzell war. Im Frühjahr 1938 war Koeppen mit seinem SS-Bataillon an der Annexion Österreichs und im März 1939 am Einmarsch der Wehrmacht und SS-Verfügungstruppe in Prag beteiligt.
Im Rahmen der Reichspogromnacht wurde Koeppen vom Konstanzer SS-Oberführer Walter Stein am frühen Morgen des 10. November 1938 um „Hilfe“ bei der Zerstörung der Konstanzer Synagoge gebeten. Unter der Verantwortung Koeppens wurden kurze Zeit später durch die Pioniereinheit des SS-Bataillons die Synagogen in Konstanz, Wangen, Gailingen und Randegg gesprengt.

### Überfall auf Polen
Am 19. August 1938 kam über das OKW der Befehls Hitlers, dass sich alle SS-Verfügungstruppen mit sofortiger Wirkung dem Oberbefehlshaber des Heeres unterstellen sollen. Hitler gab Anweisungen, dass sich die Radolfzeller-Verfügungstruppe in die 14. Armee unter Generaloberst Wilhelm List dem VIII. Armeekorps als Reserveeinheit eingliedert. Unter anderem gehörten sie zu den am 1. September 1939 zu den angreifenden Truppen von Oberschlesien in Richtung Krakau und Lemberg beim Überfall auf Polen. Die Truppe war anfangs direkt in Kämpfe bei Piasek und Kobiór verwickelt. Am 16. September 1939 starb Heinrich Koeppen zusammen mit 22 Angehörigen des SS-VT-Bataillons bei einem nächtlichen Gegenangriff bei Jaworów in der Nähe von Lemberg. Die Leiche Koeppens wurde in einem Maisfeld gefunden. Himmler bestimmte, dass nach Ende des Krieges die Überreste Koeppens in einer Gruft der Kaserne beigesetzt werden sollen:

„um für alle Zeiten allen, die künftighin die Ehre haben, in der stolzen Standarte Germania dienen zu dürfen, als leuchtendes Beispiel von seltener Tapferkeit und Pflichttreue vor Augen zu stehen.“

Eine Gruft für Koeppen wurde nicht errichtet. Jedoch wurde die Radolfzeller SS-Kaserne am 19. Oktober 1939 nach dem gefallenen Heinrich Koeppen benannt.

## Beförderungen

### Bayerisches Militär
- Gefreiter (3. November 1914)
- Unteroffizier (12. Januar 1917)
- Vizefeldwebel (19. Juni 1917)
- Leutnant der Reserve (24. Dezember 1917)

### Waffen-SS
- SS-Obersturmführer (1. Juni 1935)
- SS-Hauptsturmführer (15. September 1935)
- SS-Sturmbannführer (30. Januar 1937)
- SS-Obersturmbannführer (20. April 1938)

## Auszeichnungen
- Militärverdienstkreuz Bayerisch 3. Klasse mit Schwertern (17. Juni 1916)
- Eisernes Kreuz 2. Klasse (27. Mai 1917)
- Eisernes Kreuz 1. Klasse (20. Mai 1918)
- Österreichische Tapferkeitsmedaille in Bronze (26. Mai 1918)
- Verwundetenabzeichen in Silber
- Militär-Verdienstorden 4. Klasse mit Schwertern (3. März 1919)
- Ehrenkreuz des Weltkrieges mit Schwertern (1934) Ehrenmedaille
- Ehrenmedaille Österreichs im Zweiten Weltkrieg 1914–1918 mit Schwertern
- Ehrenmedaille Ungarischer Weltkrieg 1914–1918 mit Schwertern
- SA-Sportabzeichen in Gold